# Голодарь
«Голодарь», другие переводы «Мастер пост-арта», «Искусство голодания» и «Голодающий артист» (нем. Ein Hungerkünstler) — рассказ Франца Кафки, опубликованный в 1922 году издательством Die neue Rundschau. Главный герой, голодарь, типичный кафкианский персонаж, который переживает снижение оценки своего ремесла: человек, маргинализированный и преследуемый обществом в целом. «Голодарь» исследует такие темы, как смерть, искусство, изоляция, аскетизм, духовная нищета, тщетность, личная неудача и испорченность человеческих отношений.
Рассказ был также включён в одноимённый сборник рассказов и вышел в 1924 году — это была последняя книга Кафки, опубликованная перед его смертью издательством Verlag Die Schmiede. Помимо самого рассказа, в сборник включает в себя рассказы «Первое несчастье», «Маленькая женщина» и «Певица Жозефина, или Мышиный народец».

## История создания
Работа над рассказом возникла в течение нескольких дней весной 1922 года, в то время как работа над романом «Замок» застопорилась. Выбор темы, а именно голод как искусство, мог показаться тогдашним читателям довольно циничным перед лицом послевоенной бедности (особенно голода в России). Интерес Кафки к цирку и другим формам развлечения (шоубизнеса) рассматривается литературоведами как важные исторические связи повествования. Так, например, реальный художник-голодарь Джованни Суччи выступал в качестве возможной модели вымышленного персонажа Кафки.

## Сюжет
«Голодарь» рассказывается ретроспективно через повествование от третьего лица. Рассказчик оглядывается на несколько десятилетий назад, (с «сегодняшнего дня»), на то время, когда публика восхищалась профессиональным голодом артиста. Затем он показывает убывающий интерес к таким демонстрациям.
История начинается с общего описания «голодающего артиста», а затем сужается до одного исполнителя, — главного героя. Голодный артист выступал в клетке для любопытных зрителей, и его сопровождали команды наблюдателей (обычно три мясника), которые следили за тем, чтобы он не ел тайком. Несмотря на такие меры предосторожности, многие, в том числе и сами наблюдатели, были убеждены, что голодный артист обманывает. Такие подозрения раздражали голодающего артиста, как и сорокадневный лимит, наложенный на его голодание промоутером, или «импресарио». Импресарио настаивал на том, что после 40 дней общественное сочувствие к голодающему артисту неизбежно снизится. Голодающий артист, однако, находил ограничение по времени утомительным и произвольным, поскольку оно мешало ему улучшить свой собственный рекорд, поститься бесконечно. В конце поста голодающего артиста под аккомпанемент театральных фанфар выносили из клетки и заставляли есть, что ему всегда не нравилось.
Эти представления, за которыми следовали периоды выздоровления, повторялись из года в год. Несмотря на свою славу, голодарь чувствовал себя неудовлетворённым и непонятым. Если зритель, видя его явную меланхолию, пытался утешить его, он приходил в ярость, сотрясая прутья клетки. Импресарио наказывал за подобные выходки извинениями перед публикой, указывая, что его раздражительность — это следствие поста. Затем он упоминал хвастовство голодающего артиста, что он может поститься гораздо дольше, чем он делает, но показывал фотографии одного голодаря, который был близок к смерти в конце предыдущего своего поста. Таким образом, он предположил, что печаль голодаря и плохое физическое состояние были вызваны постом, когда, по мнению голодаря, он был подавлен из-за преждевременного прекращения своих постов. «Извращение правды» импресарио ещё больше разозлило голодного артиста.
Казалось бы, в одночасье популярные вкусы изменились, и публичный пост вышел из моды. Голодный артист порвал связи с импресарио и стал выступать в цирке, где надеялся совершить поистине чудовищные подвиги голодания. Больше не являясь главной достопримечательностью, он получил клетку на окраине цирка, рядом с клетками для животных. Хотя место было легко доступно, и толпы людей толпились мимо, чтобы увидеть животных, любые зрители, которые останавливались, чтобы посмотреть на его, создавали препятствие в потоке людей, идущих к животным. Поначалу голодный артист с нетерпением ждал, когда пройдёт толпа, но со временем он стал раздражаться от шума и беспорядков, вызванными людьми, а неприятный запах, рёв и кормление животных угнетали его. В конце концов, голодарь был полностью проигнорирован. Никто, даже сам артист, не считал дни своего поста. Однажды надзиратель заметил клетку голодающего артиста с грязной соломой. Он удивился, почему клетка не используется; однако, когда он и его слуги осмотрели её, они обнаружили, что голодный артист почти мёртв. Перед смертью он попросил прощения и признался, что им не следует восхищаться, так как он постился просто потому, что не мог найти пищи по своему вкусу. Голодаря похоронили вместе с соломой его клетки и заменили пантерой. Зрители толпились вокруг клетки пантеры, потому что пантера получала так много радости от жизни, в отличие от голодаря (в рассказе также упоминается, что пантере всегда приносили еду, которую она любила).

## Анализ текста
По своему построению «Голодарь» схож с другими рассказами Кафки: такие как «Приговор» и «Нора». Вот, например, описание успеха и удовлетворения в период расцвета публичного голодания. Быстро следует переход в негатив, непонимание и ограничение времени голода по вкусу поверхностной аудитории. В конце стоит смерть, и одновременно появляется намёк на иную жизненную силу.

### Подход и интерпретации
Голодный артист может рассматриваться как символ любого артиста в худшем случае. Искусство, которое публика видит как достижение, которое нужно кропотливо выполнять, является для артиста потребностью, почти принуждением, которое целиком и полностью соответствует его сущности, как ничто другое в его существовании. Искусство для (голодного) артиста — «самая легкая вещь в мире», которая имеет для него терапевтический характер. То, что было бы для других строгим аскетизмом, для него это является вполне естественным действом. Амбивалентным является отношение (голодного) артиста к аудитории. С одной стороны, он преуспевает в своей популярности, а также хочет понимания своих зрителей. С другой стороны, это как раз тот вкус публики, который заставляет импресарио голодать всего 40 дней. Известная проблема любого артиста, призванного приспособиться к искусству. Совершенно свободным (голодный) артист становится только тогда, когда на него больше не обращает внимания публика. Здесь можно провести параллели с самим Кафкой, который многие из своих сочинений предназначал не для массового чтения, а для уничтожения своих трудов. Незадолго до смерти главный герой сообщает им секрет своего голода, а именно, что он никогда не мог найти пищи, которая была бы ему по вкусу. Но публика не может этого оценить и считает его умалишённым.
Но не только в конце его всё более напряженного существования проявляется расхождение между (голодным) артистом и его окружением. Уже в период его профессионального расцвета между ним и лицами его окружения (импресарио, двумя почетными дамами, гвардейцами) царили натянутые отношения, характеризующиеся взаимным непониманием. В частности, подробно описывается несовместимость с двумя дамами — отношением Кафки к женщинам и тесной привязанностью. Здесь можно наблюдать артиста, который хочет жить отрешённо от всех ссылок только на своё искусство и даже принимает за него недостойную жизнь. Эта история фанатичного честолюбия: как и в рассказе «Певица Жозефина, или Мышиный народец» характеризуется сильной иронией. С ироническим пафосом также герой восклицает: «Попробуй кто-нибудь объяснить искусство голодания! Кто этого не чувствует, тому не понять», в духе «Фауста» Гёте («Если вы не чувствуете, вы не будете преследовать»).